# Quiddestraße (métro de Munich)
Quiddestraße (en allemand : U-Bahnhof Quiddestraße) est une station des lignes U5, U7 et U8 du métro de Munich. Elle est située au nord du quartier de Neuperlach dans le secteur de Ramersdorf-Perlach sur le territoire de la ville de Munich en Allemagne.

## Situation sur le réseau

Plan du métro (2020).

## Histoire
La station ouvre le 18 octobre 1980 en même temps que la ligne U8. Les murs sont recouverts de panneaux de fibrociment arrondis jaune-orange, les piliers de carreaux bruns. Une mezzanine se trouve uniquement à l'extrémité sud de la plate-forme, où se trouve également un kiosque.
Elle devient une station de la ligne U5 puis, le 12 décembre 2011, de la ligne U7.

## Services aux voyageurs

### Accès et accueil
À l'entrée nord, des escaliers mènent directement de la rue au quai.

### Intermodalité
La station est en liaison avec les lignes de bus 139, 192, 197, 199.